# Pedras Grandes
Pedras Grandes é um município brasileiro do estado de Santa Catarina que surgiu com a imigração italiana.  A cidade une gastronomia, cultura e história. Fundada em 1877, com a chegada dos primeiros imigrantes à Colônia Azambuja, é chamada de berço da colonização italiana. Um verdadeiro museu a céu aberto que preserva com orgulho seus monumentos históricos, como a antiga estação ferroviária, a locomotiva a vapor da década de 1940 e o cemitério dos imigrantes, o mais antigo da região. O Parque Casa dos Arcos replica o 14 Bis, um dos muitos monumento construídos com aço da Ponte Hercílio Luz. Nas cantinas e restaurantes, os sabores típicos italianos se misturam com a hospitalidade local. Desde 2023, Pedras Grandes possui um pacto de amizade com a cidade italiana de Belluno.

## História
A fundação da Colônia Azambuja é o marco inicial da colonização italiana no sul de Santa Catarina. Era o ano de 1877 quando os lombardo-venetos pisaram pela primeira vez no solo que iriam colonizar. Um ano mais tarde, houve a expansão da colonização para outros locais, mas Azambuja continuou a ser o maior e principal centro receptor e distribuidor de imigrantes italianos no sul de Santa Catarina até meados da última década do século XIX.

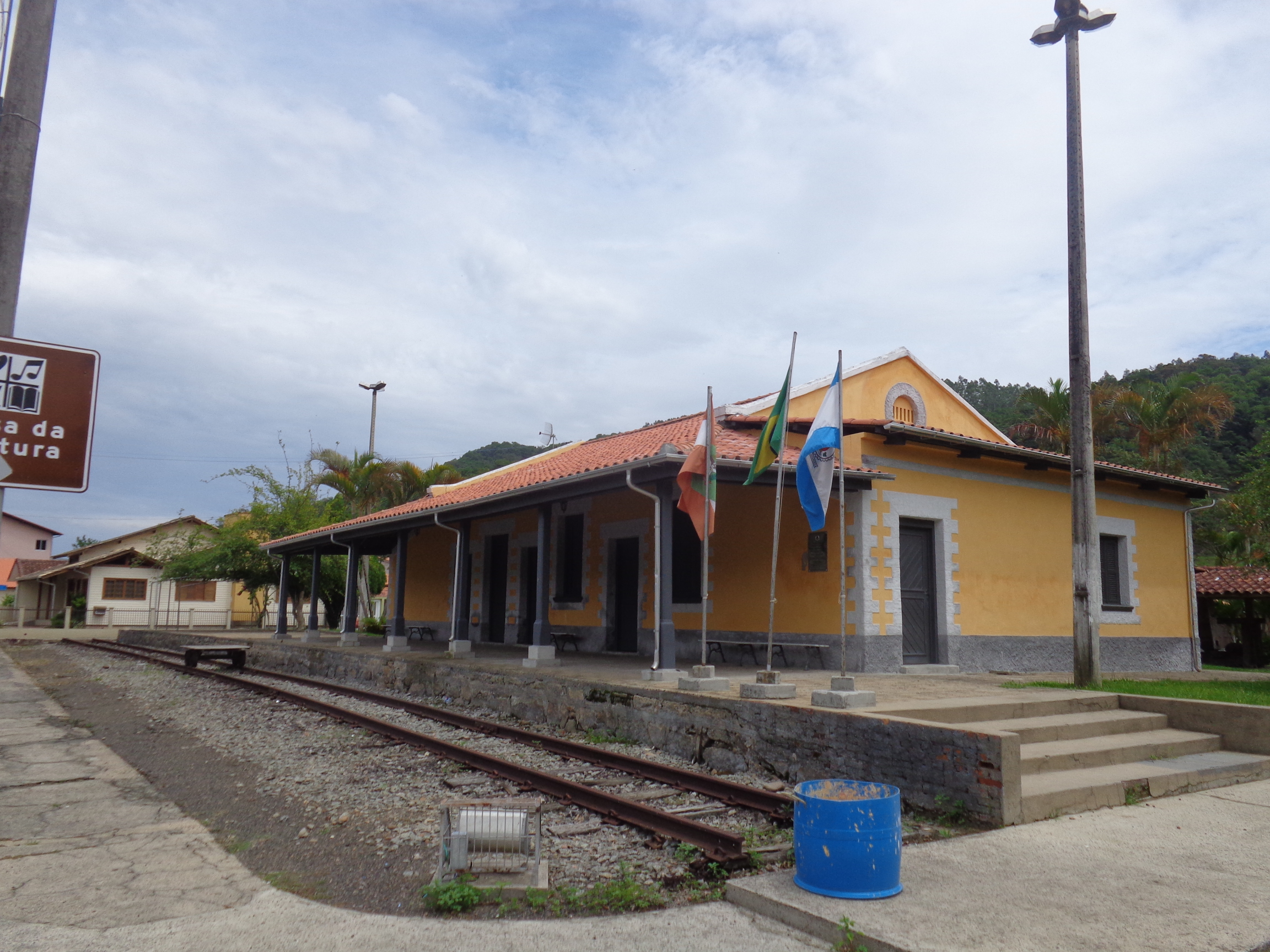
Estação ferroviária da Estrada de Ferro Donna Thereza Christina (EFDTC)

Localizada no vale do rio Tubarão, Pedras Grandes já foi ponto de parada dos tropeiros que faziam a ligação comercial entre os campos de Lages e Tubarão. 
Fundada em 28 de abril de 1877, a cidade viveu um período de extremo desenvolvimento depois da descoberta das minas de carvão em Lauro Müller e da construção da Estrada de Ferro Donna Thereza Christina, quando foi erguida no município uma estação ferroviária – depois transformada em Museu da Cultura Italiana.
Pedras Grandes foi elevada a distrito em 1888 e a município em 1961, quando se desmembrou de Tubarão.

## Geografia
Em meio a vales, rios e montanhas, localiza-se a uma latitude 28º26'09" sul e a uma longitude 49º11'06" oeste, estando a uma altitude de 39 metros. Sua população estimada em 2004 era de 4 849 habitantes. Possui uma área de 153,81 quilômetros quadrados.
Conta com uma população 90% de origem italiana.

## Cultura
A identidade cultural italiana nunca deixou de ser afirmada pelos moradores de Pedras Grandes, o que pode ser observado diariamente nas casas, nos encontros sociais, nas praças, igrejas e clubes.
As festas típicas remetem ao passado e aos hábitos e costumes dos italianos, de dançar, cantar, comer, beber e conversar. 
A língua vêneta ainda é falada ou compreendida pela maior parte da população. Desde 2021, a Festa da Colônia Azambuja 1877 celebrada na localidade de Azambuja cultua o bom vinho e a gastronomia, tendo sucedido a Festa do Vinho Goethe.